# Familjen Mitchell mot maskinerna
Familjen Mitchell mot maskinerna (engelska: The Mitchells vs The Machines) är en amerikansk animerad äventyrsfilm från 2021, producerad av Sony Pictures Animation. Den är regisserad av Mike Rianda, som även skrivit manus tillsammans med Jeff Rowe. Filmen var från början planerad att ha premiär i bio 2020 med namnet Uppkopplad (Connected), men blev flyttad till streaming på grund av Covid-19-pandemin.
Filmen hade premiär på streamingtjänsten Netflix den 30 april 2021.

## Rollista (i urval)
| Roll            | Engelsk röst  | Svensk röst              |
| --------------- | ------------- | ------------------------ |
| Katie Mitchell  | Abbi Jacobson | Happy Jankell            |
| Rick Mitchell   | Danny McBride | Anders Öjebo             |
| Linda Mitchell  | Maya Rudolph  | Ayla Kabaca              |
| Aaron Mitchell  | Mike Rianda   | Anton Olofson Raeder     |
| Dr. Mark Bowman | Eric André    | Lucas Krüger             |
| PAL             | Olivia Colman | Mikaela Tidermark Nelson |
| Deborahbot 5000 | Fred Armisen  | Christian Hedlund        |
| Eric            | Beck Bennett  | Joakim Tidermark         |